# Elsinoë tiliae
Elsinoë tiliae är en svampart som beskrevs av Creelman 1956. Elsinoë tiliae ingår i släktet Elsinoë och familjen Elsinoaceae.   Inga underarter finns listade i Catalogue of Life.